# Bougligny
Bougligny est une commune française située dans le département de Seine-et-Marne, en région Île-de-France.
Au dernier recensement de 2022, la commune comptait 730 habitants.

## Géographie

### Localisation
La commune de Bougligny se trouve dans le département de Seine-et-Marne, en région Île-de-France.

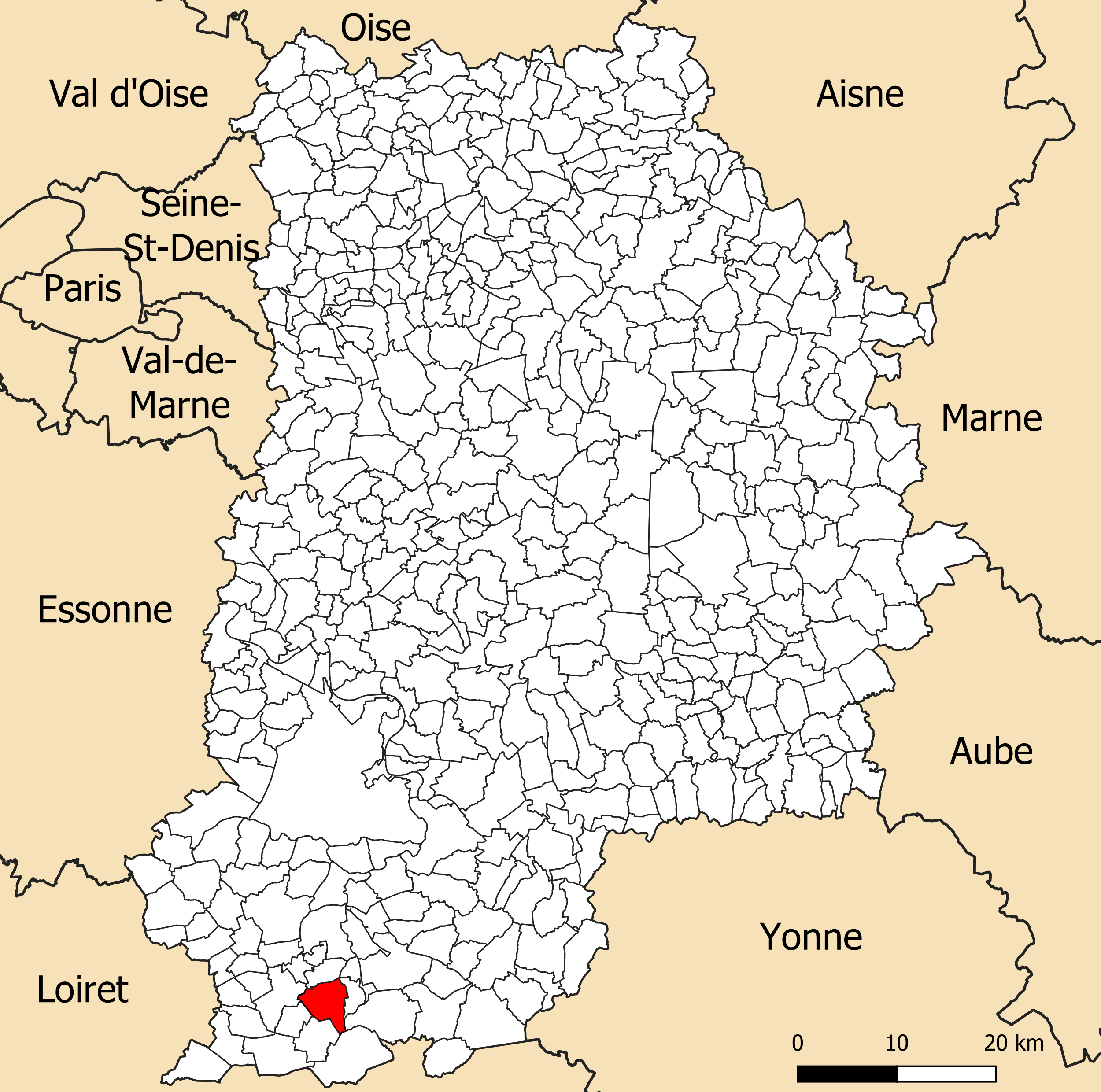
Localisation de Bougligny dans le département de Seine-et-Marne.

Elle se situe à 42,89 km par la route de Melun, préfecture du département, à 26,37 km de Fontainebleau, sous-préfecture, et à 10,09 km de Nemours, bureau centralisateur du canton de Nemours dont dépend la commune depuis 2015. 
La commune fait en outre partie du bassin de vie de Souppes-sur-Loing.

### Communes limitrophes

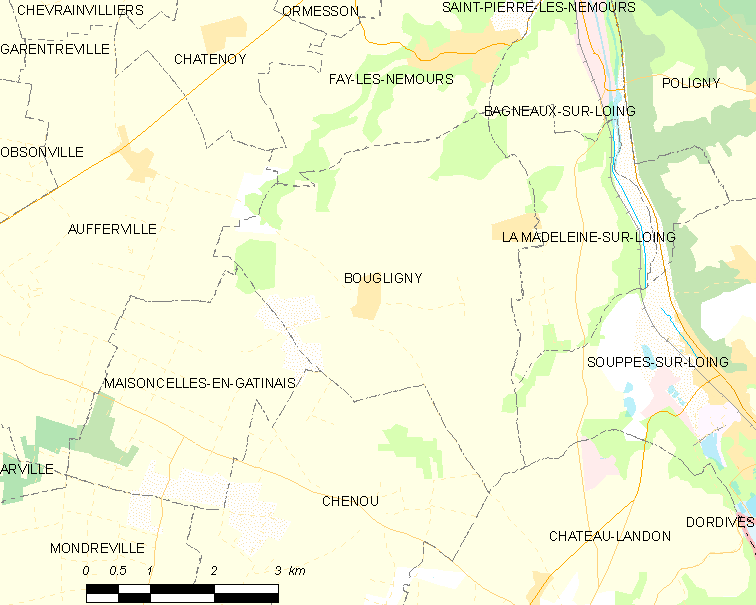
Carte des communes limitrophes de Bougligny.

Les communes les plus proches sont : 
Maisoncelles-en-Gâtinais (2,5 km), Chenou (3,3 km), La Madeleine-sur-Loing (3,6 km), Aufferville (4,2 km), Faÿ-lès-Nemours (4,2 km), Châtenoy (4,8 km), Bagneaux-sur-Loing (5,4 km), Ormesson (5,5 km).
| Aufferville              | Faÿ-lès-Nemours | Bagneaux-sur-Loing     |
| Maisoncelles-en-Gâtinais | Bougligny       | La Madeleine-sur-Loing |
| Chenou                   | Château-Landon  | Souppes-sur-Loing      |

### Géologie et relief
Le territoire de la commune se situe dans le sud du Bassin parisien, plus précisément au nord de la région naturelle du Gâtinais.
L'altitude de Bougligny varie de 98 mètres à 121 mètres pour le point le plus haut, le centre du bourg se situant à environ 116 mètres d'altitude (mairie). Elle est classée en zone de sismicité 1, correspondant à une sismicité très faible.
Géologiquement intégré au bassin parisien, qui est une région géologique sédimentaire, l'ensemble des terrains affleurants de la commune sont issus de l'ère géologique Cénozoïque (des périodes géologiques s'étageant du Paléogène au Quaternaire),.

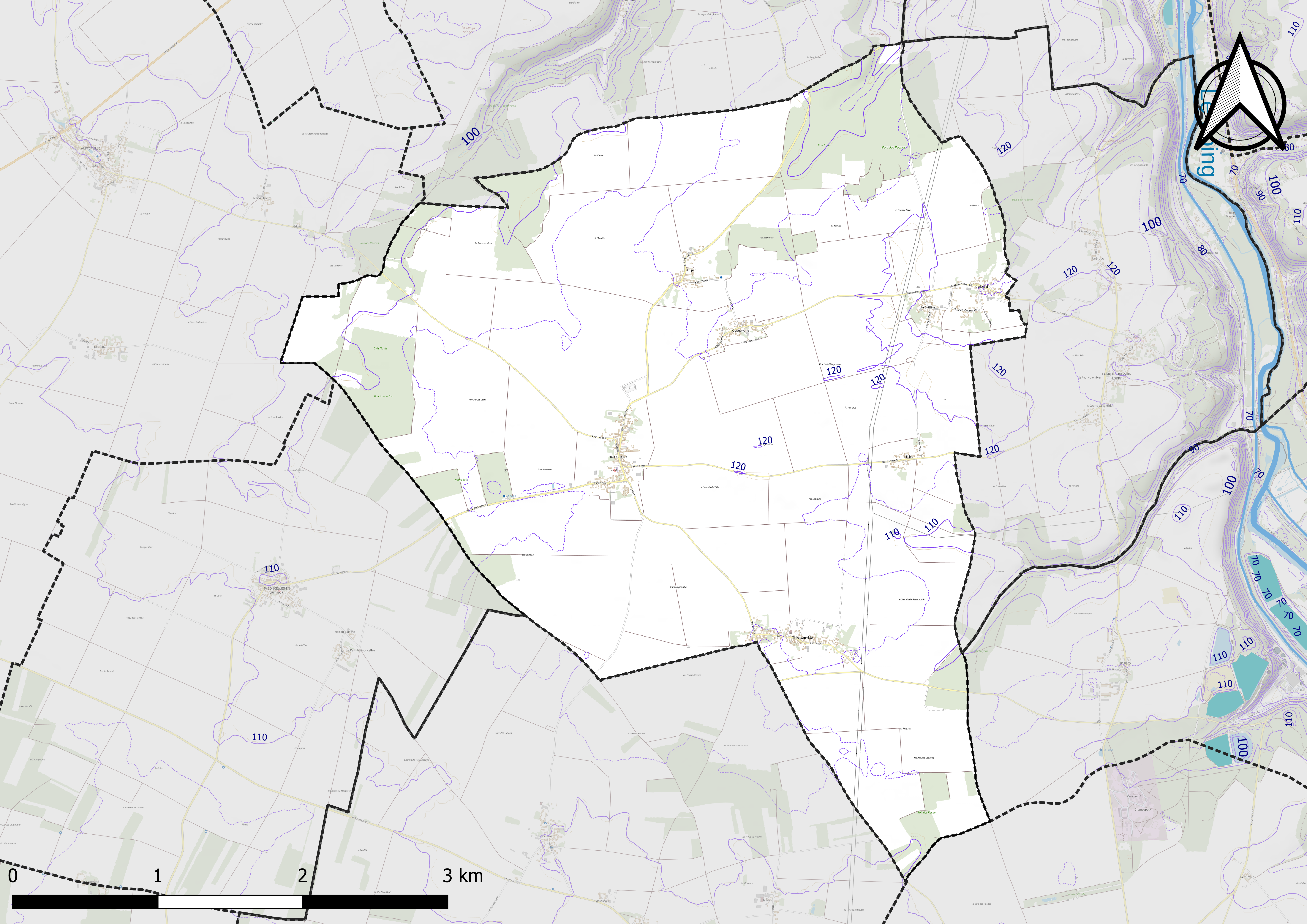
Carte du relief de Bougligny.
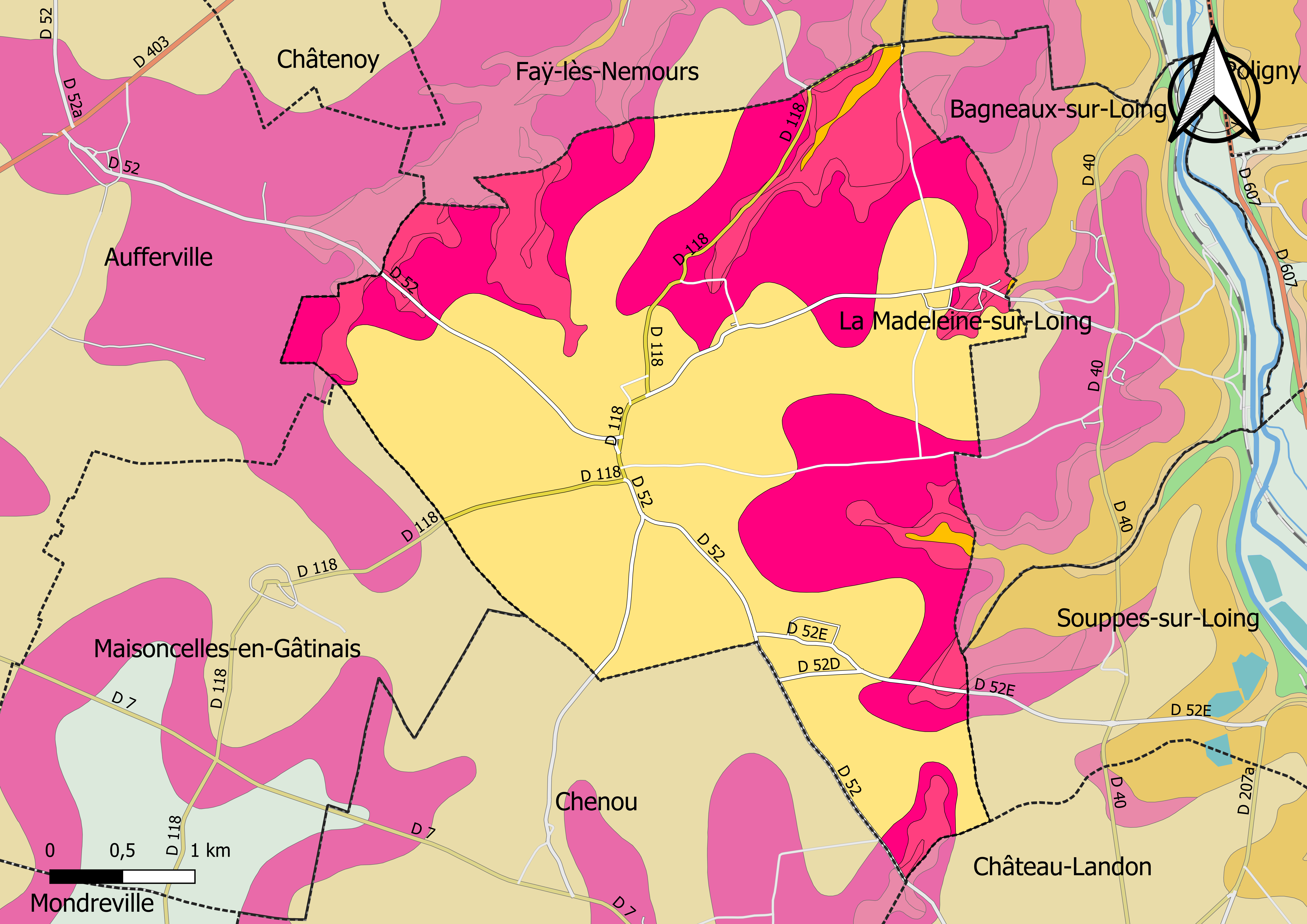
Carte géologique vectorisée et harmonisée de Bougligny.

|  | LP : | Limon des plateaux de composition argilo-marneuse. |

|  | g1CE : | Calcaire d'Étampes, meulières, marnes, calcaires du Gâtinais.                                        |
|  | g1GF : | Grès de Fontainebleau en place ou remaniés (grésification quaternaire de sables Stampiens dunaires). |
|  | g1SF : | Sables de Fontainebleau, accessoirement grès en place ou peu remanié (versant).                      |

|  | e7C : | Calcaire de Champigny, Calcaire de Château-Landon, marnes de Nemours. |

### Hydrographie
Il n'existe aucun réseau hydrographique de surface.

### Climat
Pour des articles plus généraux, voir Climat de l'Île-de-France et Climat de Seine-et-Marne.
En 2010, le climat de la commune est de type climat océanique dégradé des plaines du Centre et du Nord, selon une étude du CNRS s'appuyant sur une série de données couvrant la période 1971-2000. En 2020, Météo-France publie une typologie des climats de la France métropolitaine dans laquelle la commune est exposée à un climat océanique altéré et est dans la région climatique Nord-est du bassin Parisien, caractérisée par un ensoleillement médiocre, une pluviométrie moyenne régulièrement répartie au cours de l’année et un hiver froid (3 °C).
Pour la période 1971-2000, la température annuelle moyenne est de 10,8 °C, avec une amplitude thermique annuelle de 15,5 °C. Le cumul annuel moyen de précipitations est de 699 mm, avec 11,2 jours de précipitations en janvier et 7,4 jours en juillet. Pour la période 1991-2020, la température moyenne annuelle observée sur la station météorologique la plus proche, située sur la commune de Saint-Pierre-lès-Nemours à 8 km à vol d'oiseau, est de 11,4 °C et le cumul annuel moyen de précipitations est de 697,6 mm,. Pour l'avenir, les paramètres climatiques de la commune estimés pour 2050 selon différents scénarios d'émission de gaz à effet de serre sont consultables sur un site dédié publié par Météo-France en novembre 2022.

### Milieux naturels et biodiversité
Aucun espace naturel présentant un intérêt patrimonial n'est recensé sur la commune dans l'inventaire national du patrimoine naturel,,.

## Urbanisme

### Typologie
Au 1er janvier 2024, Bougligny est catégorisée commune rurale à habitat dispersé, selon la nouvelle grille communale de densité à sept niveaux définie par l'Insee en 2022.
Elle est située hors unité urbaine. Par ailleurs la commune fait partie de l'aire d'attraction de Paris, dont elle est une commune de la couronne,. Cette aire regroupe 1 929 communes,.

### Occupation des sols
L'occupation des sols de la commune, telle qu'elle ressort de la base de données européenne d’occupation biophysique des sols Corine Land Cover (CLC), est marquée par l'importance des territoires agricoles (87 % en 2018), en diminution par rapport à 1990 (88,3 %). La répartition détaillée en 2018 est la suivante : 
terres arables (84,01 %), 
forêts (9,83 %), 
zones urbanisées (3,12 %), 
zones agricoles hétérogènes (2,41 %), 
prairies (0,62 %).
| Type d’occupation | 1990        | 1990    | 2018        | 2018    | Bilan     |
| --- | ----------- | ------- | ----------- | ------- | --------- |
| Territoires artificialisés (zones urbanisées, zones industrielles ou commerciales et réseaux de communication, mines, décharges et chantiers, espaces verts artificialisés ou non agricoles) | 25,16 ha    | 1,54 %  | 51,06 ha    | 3,12 %  | 25,90 ha  |
| Territoires agricoles (terres arables, cultures permanentes, prairies, zones agricoles hétérogènes)                                                                                          | 1 444,80 ha | 88,28 % | 1 424,52 ha | 87,05 % | −20,28 ha |
| Forêts et milieux semi-naturels (forêts, milieux à végétation arbustive et/ou herbacée, espaces ouverts sans ou avec peu de végétation)                                                      | 166,58 ha   | 10,18 % | 160,95 ha   | 9,83 %  | −5,62 ha  |

Parallèlement, L'Institut Paris Région, agence d'urbanisme de la région Île-de-France, a mis en place un inventaire numérique de l'occupation du sol de l'Île-de-France, dénommé le MOS (Mode d'occupation du sol), actualisé régulièrement depuis sa première édition en 1982. Réalisé à partir de photos aériennes, le Mos distingue les espaces naturels, agricoles et forestiers mais aussi les espaces urbains (habitat, infrastructures, équipements, activités économiques, etc.) selon une classification pouvant aller jusqu'à 81 postes, différente de celle de Corine Land Cover,,. L'Institut met également à disposition des outils permettant de visualiser par photo aérienne l'évolution de l'occupation des sols de la commune entre 1949 et 2018.

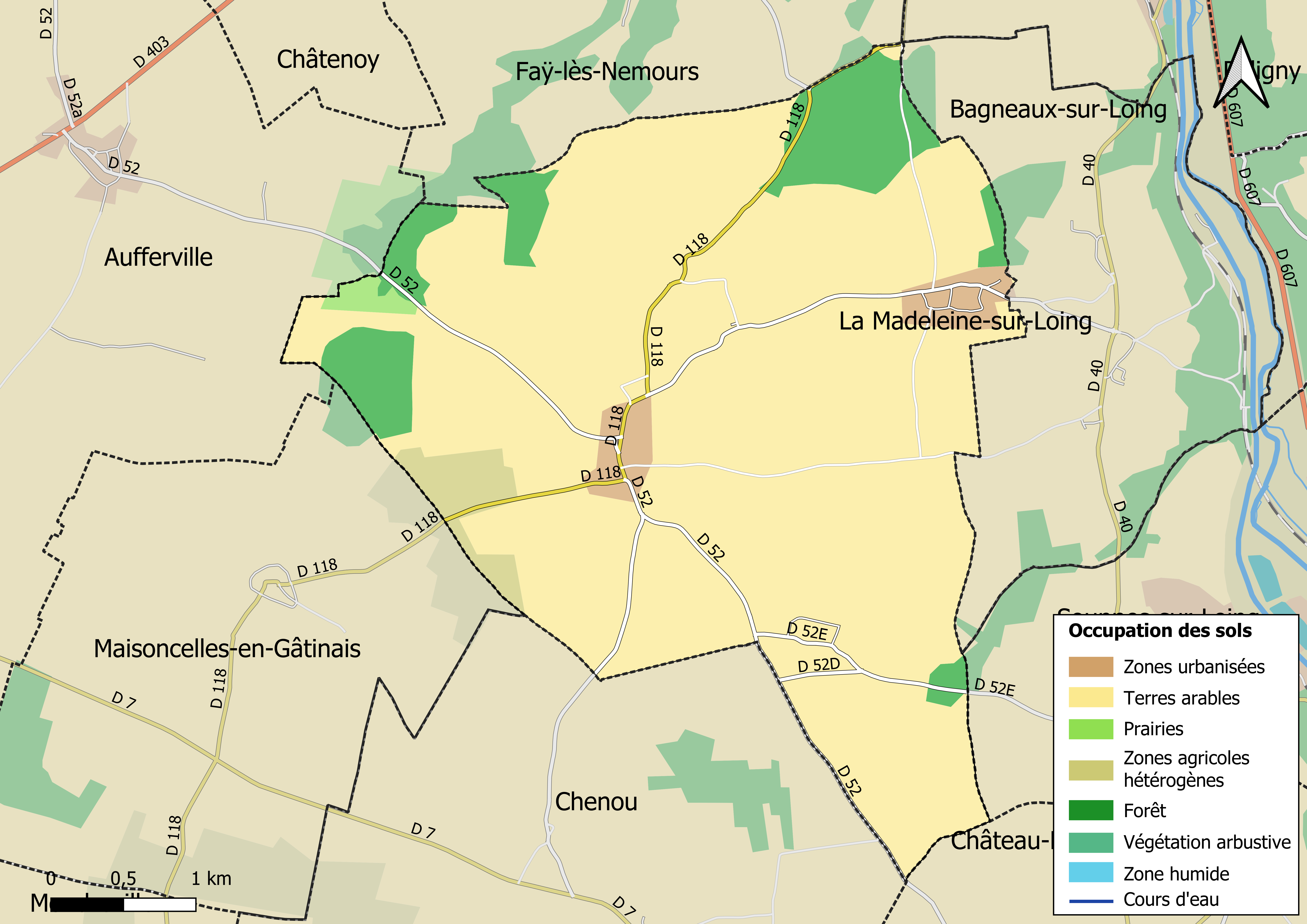
Carte des infrastructures et de l'occupation des sols en 2018 (CLC) de la commune.
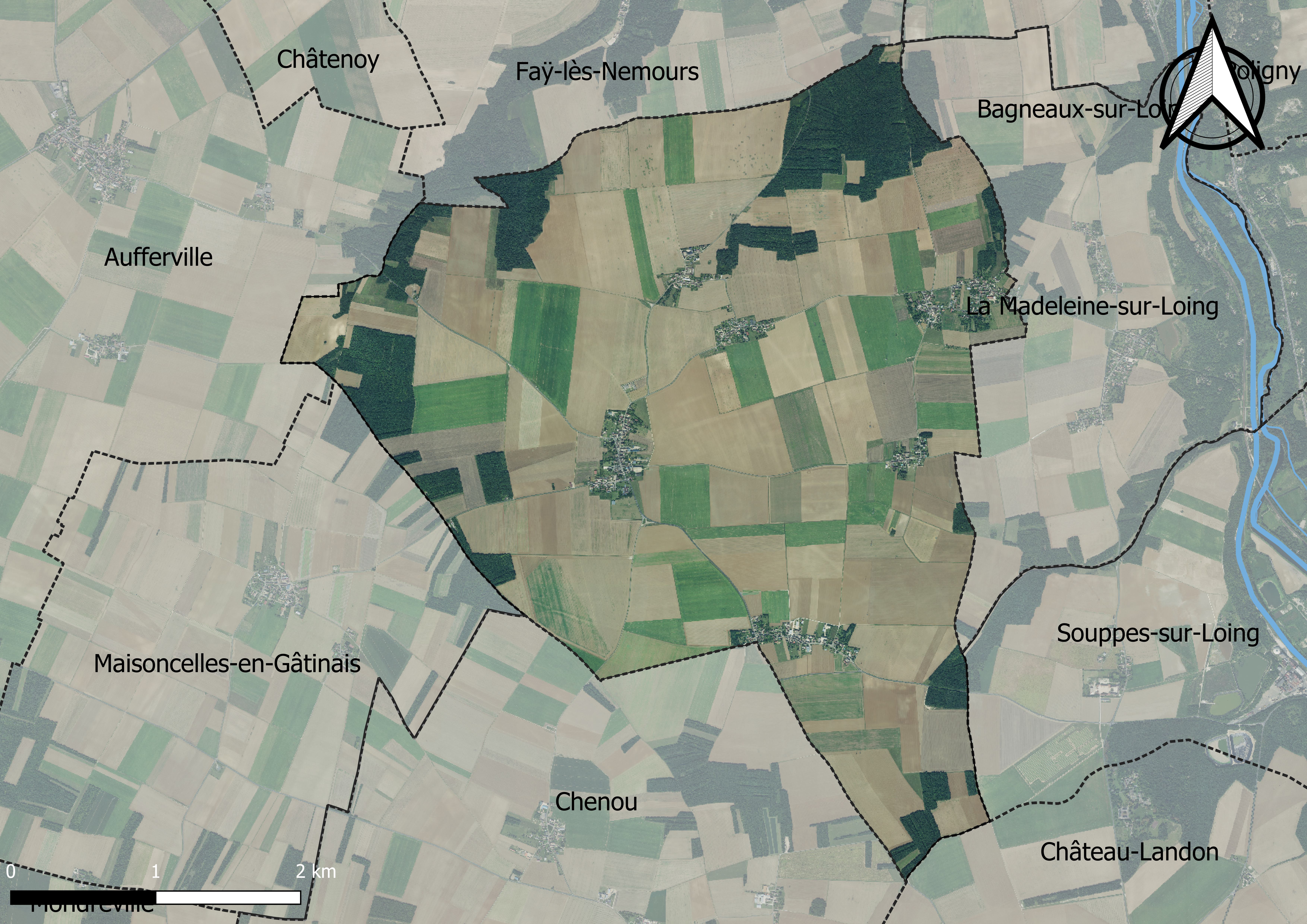
Carte orhophotogrammétrique de la commune.

### Planification
La loi SRU du 13 décembre 2000 a incité les communes à se regrouper au sein d’un établissement public, pour déterminer les partis d’aménagement de l’espace au sein d’un SCoT, un document d’orientation stratégique des politiques publiques à une grande échelle et à un horizon de 20 ans et s'imposant aux documents d'urbanisme locaux, les PLU (Plan local d'urbanisme). La commune est dans le territoire du SCOT Nemours Gâtinais, approuvé le 5 juin 2015 et porté par le syndicat mixte d’études et de programmation (SMEP) Nemours-Gâtinais.
La commune disposait en 2019 d'un plan local d'urbanisme en révision. Le zonage réglementaire et le règlement associé peuvent être consultés sur le géoportail de l'urbanisme.

### Lieux-dits et écarts

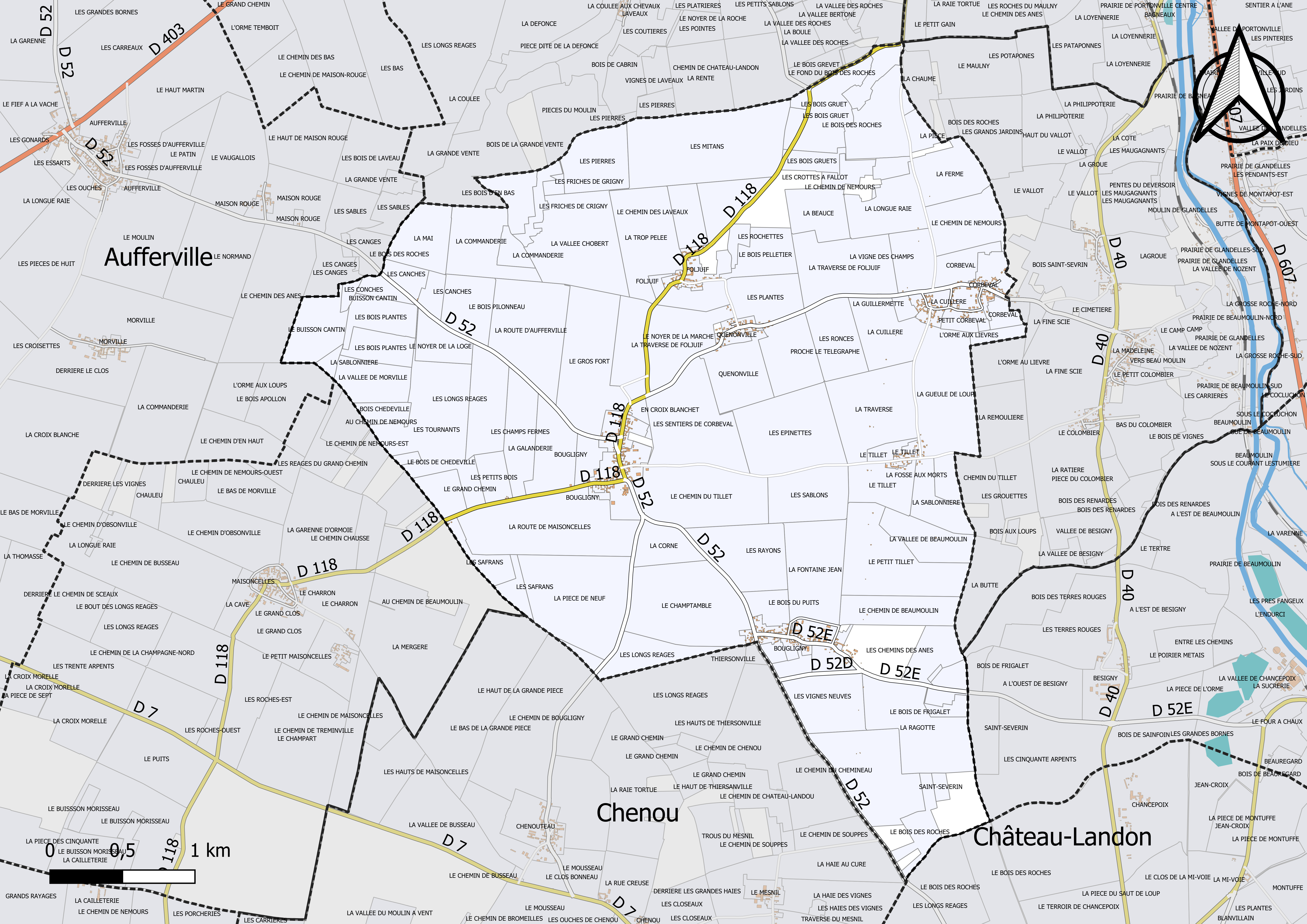
Carte du cadastre de la commune de Bougligny.

La commune compte 96 lieux-dits administratifs répertoriés consultables ici dont Foljuif, le Tillet, la Cuillère, Quenonville, Corbeval, Thiersanville.

### Logement
En 2016, le nombre total de logements dans la commune était de 331, dont 99,4 % de maisons et 0,6 % d'appartements.
Parmi ces logements, 85,1 % étaient des résidences principales, 5,8 % des résidences secondaires et 9,1 % des logements vacants.
La part des ménages propriétaires de leur résidence principale s'élevait à 89,5 % contre 8,7 % de locataires, dont 0,7 % de logements HLM loués vides (logements sociaux) et 1,8 % logés gratuitement.

### Voies de communication et transports

#### Voies de communication

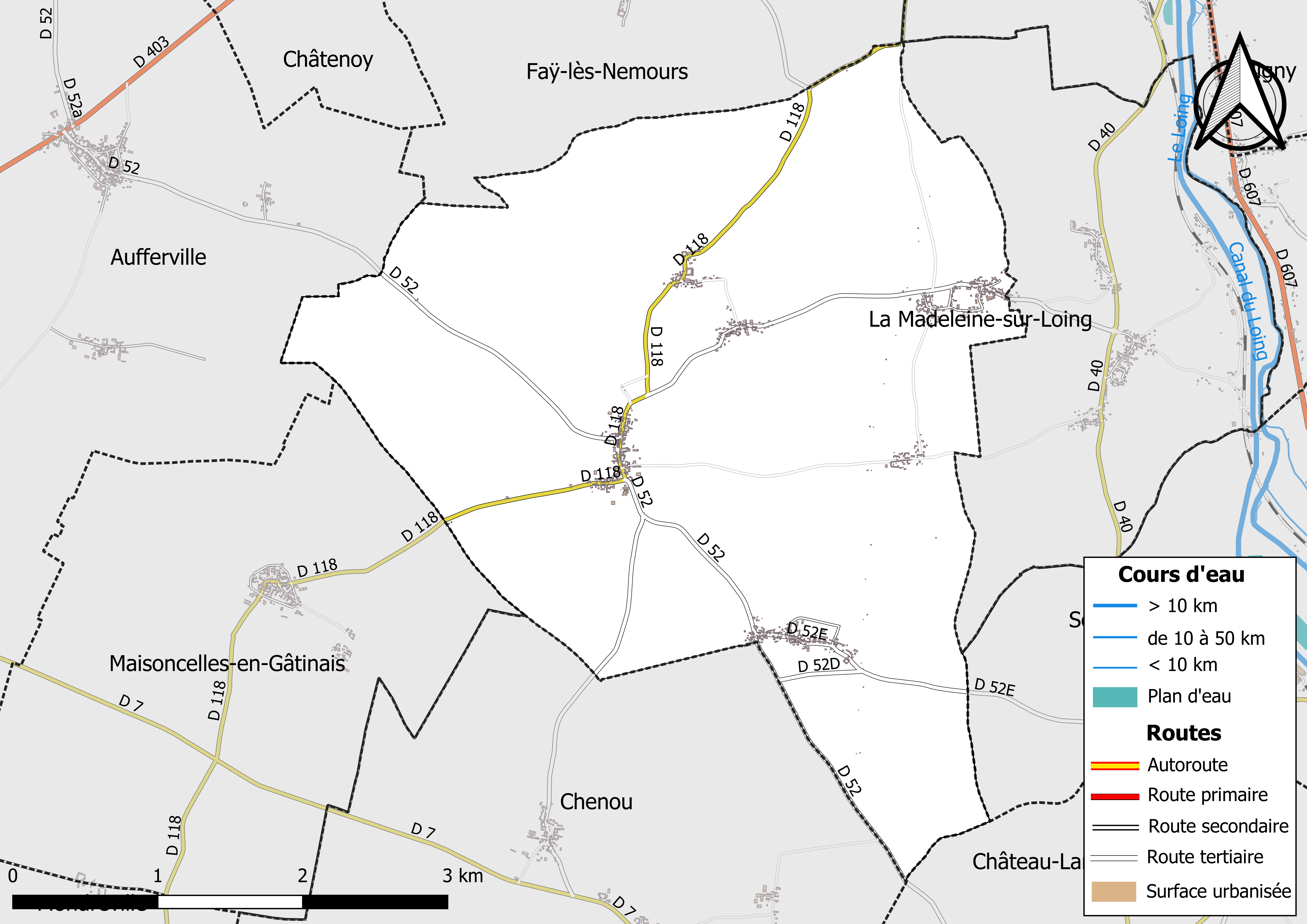
Carte du réseau routier de Bougligny.

Trois routes départementales relient Bougligny aux communes voisines :
- la D 52, à Aufferville, au nord-ouest ; à Château-Landon, au sud-est ;
- la D 52E, à Souppes-sur-Loing, au sud-est ;
- la D 118, à Faÿ-lès-Nemours, au nord ; à Maisoncelles-en-Gâtinais, au sud-ouest.

#### Transports
Bougligny est desservie par une ligne du réseau de bus Vallée du Loing - Nemours :  la ligne 12, qui relie Château-Landon à Nemours.

## Toponymie
- Bouglignyacum - Bugligny.
- Du nom germanique « Borgienus », et du suffixe « iacum », marquant la propriété[30].

## Histoire
Le village est un petit havre de paix à 80 km au Sud de Paris qui est occupé dès la Préhistoire. Entre autres, de nombreuses traces de l'Histoire y ont été retrouvées. Notamment, des polissoirs néolithiques sont encore visibles dans le hameau "à la Mai". Mais aussi, une cave le long du grand chemin Paris-Lyon (de date inconnue), et également un cimetière mérovingien découvert au lieu-dit "La Roche-aux-Fées".
Bougligny est cité au XIIe siècle dans un acte signé du seigneur de Bougligny. La ville est rattachée en 1285 au domaine royal. Bougligny dépend du diocèse de Sens, dont il est distrait en 1638, lorsque le roi crée un tribunal pour les affaires ordinaires à Montargis. En 1789, il appartient à l’élection de Nemours, de la généralité de Paris.
L'église de la Nativité de la Sainte Vierge est construite au cours du XIIIe siècle. Du reste, son chœur et son clocher sont classées "Monument Historique" depuis 1926.
Situé sur une route de grand passage, menant de Paris à Lyon, la commune possédait un relais de poste important jusqu'à la fin du XVIIe siècle. Plus tard, le village bénéficiera au hameau de Quenonville, d'un poste de télégraphe posé sur la ligne de Lyon.

## Politique et administration

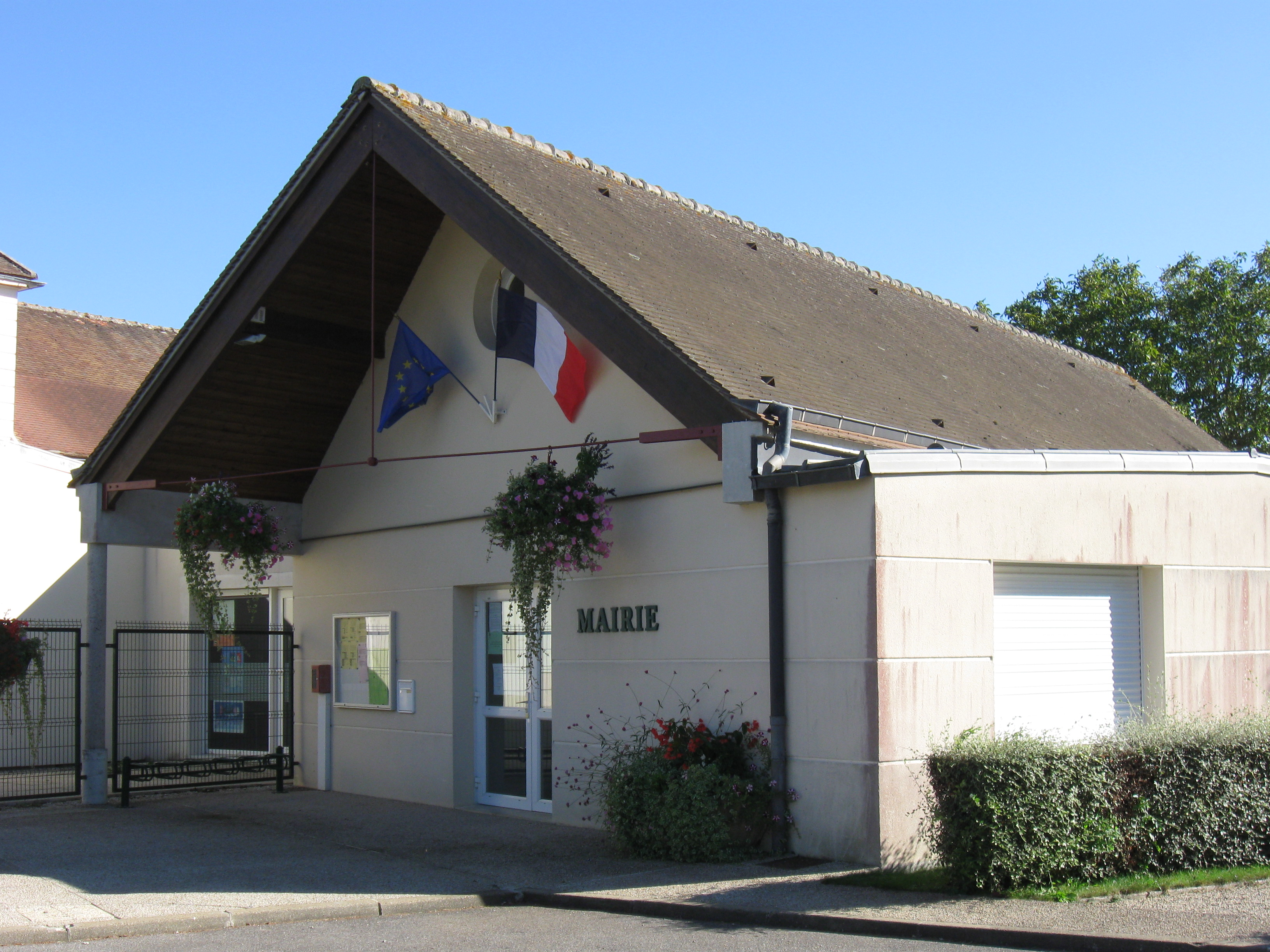
La mairie.

### Liste des maires
| Période                                  | Période  | Identité             | Étiquette | Qualité     |
| ---------------------------------------- | -------- | -------------------- | --------- | ----------- |
| Les données manquantes sont à compléter. |          |                      |           |             |
| avant 1807                               | 1816     | Jacques Ratier       |           |             |
| 1816                                     | 1840     | Jean Frot            |           |             |
| 1840                                     | 1864     | Jacques Simon        |           |             |
| 1864                                     | 1871     | Jean-Pierre Paillard |           |             |
| 1871                                     | 1874     | François Lavaud      |           |             |
| 1874                                     | 1876     | Théodore Chachignon  |           |             |
| 1876                                     | 1908     | Narcisse Chachignon  |           |             |
| 1908                                     | 1940     | Georges Paillard     |           |             |
| 1945                                     | 1971     | Maurice Desrues      |           | Agriculteur |
| 1971                                     | 2001     | Bernard Martin       |           | Agriculteur |
| mars 2001                                | En cours | Rose-Marie Lionnet   |           |             |

## Équipements et services

### Eau et assainissement
L’organisation de la distribution de l’eau potable, de la collecte et du traitement des eaux usées et pluviales relève des communes. La loi NOTRe de 2015 a accru le rôle des EPCI à fiscalité propre en leur transférant cette compétence. Ce transfert devait en principe être effectif au 1er janvier 2020, mais la loi Ferrand-Fesneau du 3 août 2018 a introduit la possibilité d’un report de ce transfert au 1er janvier 2026,.

#### Assainissement des eaux usées
En 2020, la commune de Bougligny ne dispose pas d'assainissement collectif,.
L’assainissement non collectif (ANC) désigne les installations individuelles de traitement des eaux domestiques qui ne sont pas desservies par un réseau public de collecte des eaux usées et qui doivent en conséquence traiter elles-mêmes leurs eaux usées avant de les rejeter dans le milieu naturel. La commune assure le service public d'assainissement non collectif (SPANC), qui a pour mission de vérifier la bonne exécution des travaux de réalisation et de réhabilitation, ainsi que le bon fonctionnement et l’entretien des installations,.

#### Eau potable
En 2020, l'alimentation en eau potable est assurée par la commune, pour ce qui concerne la distribution, qui gère le service en régie. Le SIPE du plateau du Gâtinais assure quant à lui la production et le transfert de l'eau potable,,.

## Population et société

### Démographie
L'évolution du nombre d'habitants est connue à travers les recensements de la population effectués dans la commune depuis 1793. Pour les communes de moins de 10 000 habitants, une enquête de recensement portant sur toute la population est réalisée tous les cinq ans, les populations de référence des années intermédiaires étant quant à elles estimées par interpolation ou extrapolation. Pour la commune, le premier recensement exhaustif entrant dans le cadre du nouveau dispositif a été réalisé en 2008.

En 2022, la commune comptait 730 habitants, en évolution de −0,14 % par rapport à 2016 (Seine-et-Marne : +3,92 %, France hors Mayotte : +2,11 %).
| 1793 | 1800 | 1806 | 1821 | 1831 | 1836 | 1841 | 1846 | 1851 |
| ---- | ---- | ---- | ---- | ---- | ---- | ---- | ---- | ---- |
| 509  | 517  | 527  | 562  | 596  | 612  | 670  | 653  | 586  |

| 1856 | 1861 | 1866 | 1872 | 1876 | 1881 | 1886 | 1891 | 1896 |
| ---- | ---- | ---- | ---- | ---- | ---- | ---- | ---- | ---- |
| 605  | 606  | 624  | 623  | 668  | 700  | 725  | 718  | 729  |

| 1901 | 1906 | 1911 | 1921 | 1926 | 1931 | 1936 | 1946 | 1954 |
| ---- | ---- | ---- | ---- | ---- | ---- | ---- | ---- | ---- |
| 722  | 681  | 656  | 590  | 580  | 570  | 542  | 498  | 573  |

| 1962 | 1968 | 1975 | 1982 | 1990 | 1999 | 2006 | 2008 | 2013 |
| ---- | ---- | ---- | ---- | ---- | ---- | ---- | ---- | ---- |
| 608  | 564  | 560  | 569  | 644  | 646  | 695  | 710  | 730  |

| 2018 | 2022 | - | - | - | - | - | - | - |
| ---- | ---- | - | - | - | - | - | - | - |
| 719  | 730  | - | - | - | - | - | - | - |

### Événements

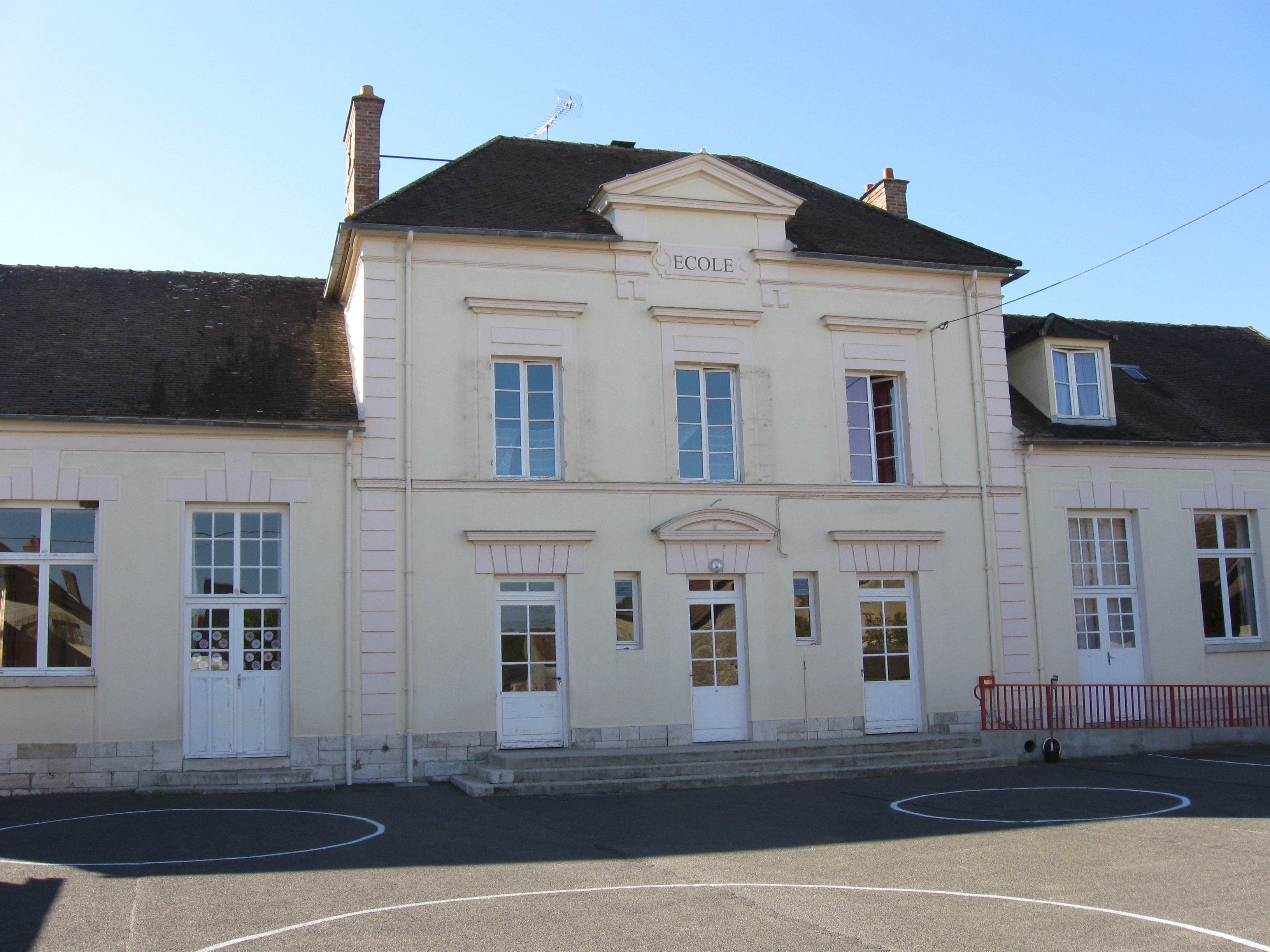
L'école de Bougligny.

Les événements incluent notamment : la brocante tenue une fois par an par le comité des fêtes et la kermesse au mois de mai à l'école de Bougligny.

## Économie

### Revenus de la population et fiscalité
En 2018, le nombre de ménages fiscaux de la commune était de 281, représentant 717 personnes et la  médiane du revenu disponible par unité de consommation  de 22 970 euros.

### Emploi
En 2018 , le nombre total d’emplois dans la zone était de 93, occupant 297 actifs  résidants.
Le taux d'activité de la population (actifs ayant un emploi) âgée de 15 à 64 ans s'élevait à 66,8 % contre un taux de chômage de 5,8 %. 
Les 27,4 % d’inactifs se répartissent de la façon suivante : 8,8 % d’étudiants et stagiaires non rémunérés, 8,1 % de retraités ou préretraités et 10,6 % pour les autres inactifs.

### Secteurs d'activité

#### Entreprises et commerces
En 2019, le nombre d’unités légales et d’établissements (activités marchandes hors agriculture) par secteur d'activité était de 36 dont 5 dans l’industrie manufacturière, industries extractives et autres, 10 dans la construction, 10 dans le commerce de gros et de détail, transports, hébergement et restauration, 1 dans l’Information et communication, 1 dans les activités financières et d'assurance, 5 dans les activités spécialisées, scientifiques et techniques et activités de services administratifs et de soutien, 3 dans l’administration publique, enseignement, santé humaine et action sociale et 1  était relatif aux autres activités de services.
En 2020, 6 entreprises individuelles ont été créées sur le territoire de la commune.
Au 1er janvier 2021, la commune ne disposait pas d’hôtel et de terrain de camping.

#### Agriculture
Bougligny est dans la petite région agricole dénommée le « Gâtinais », à l'extrême sud-ouest du département, s'étendant sur un large territoire entre la Seine et la Loire sur les départements du Loiret, de Seine-et-Marne, de l'Essonne et de l'Yonne. En 2010, l'orientation technico-économique de l'agriculture sur la commune est la culture de céréales et d'oléoprotéagineux (COP).
Si la productivité agricole de la Seine-et-Marne se situe dans le peloton de tête des départements français, le département enregistre un double phénomène de disparition des terres cultivables (près de 2 000 ha par an dans les années 1980, moins dans les années 2000) et de réduction d'environ 30 % du nombre d'agriculteurs dans les années 2010. Cette tendance se retrouve au niveau de la commune où le nombre d’exploitations est passé de 18 en 1988 à 9 en 2010. Parallèlement, la taille de ces exploitations augmente, passant de 59 ha en 1988 à 150 ha en 2010.
Le tableau ci-dessous présente les principales caractéristiques des exploitations agricoles de Bougligny, observées sur une période de 22 ans : 
|                                      | 1988  | 2000 | 2010  |
| ------------------------------------ | ----- | ---- | ----- |
| Dimension économique,                |       |      |       |
| Nombre d’exploitations (u)           | 18    | 9    | 9     |
| Travail (UTA)                        | 26    | 12   | 11    |
| Surface agricole utilisée (ha)       | 1 057 | 943  | 1 353 |
| Cultures                             |       |      |       |
| Terres labourables (ha)              | 1 057 | 940  | 1 353 |
| Céréales (ha)                        | 862   | s    | 933   |
| dont blé tendre (ha)                 | 464   | 390  | 495   |
| dont maïs-grain et maïs-semence (ha) | 133   |      | s     |
| Tournesol (ha)                       | 36    | s    | s     |
| Colza et navette (ha)                | 32    | 75   | 160   |
| Élevage                              |       |      |       |
| Cheptel (UGBTA)                      | 88    | 0    | 0     |

## Culture locale et patrimoine

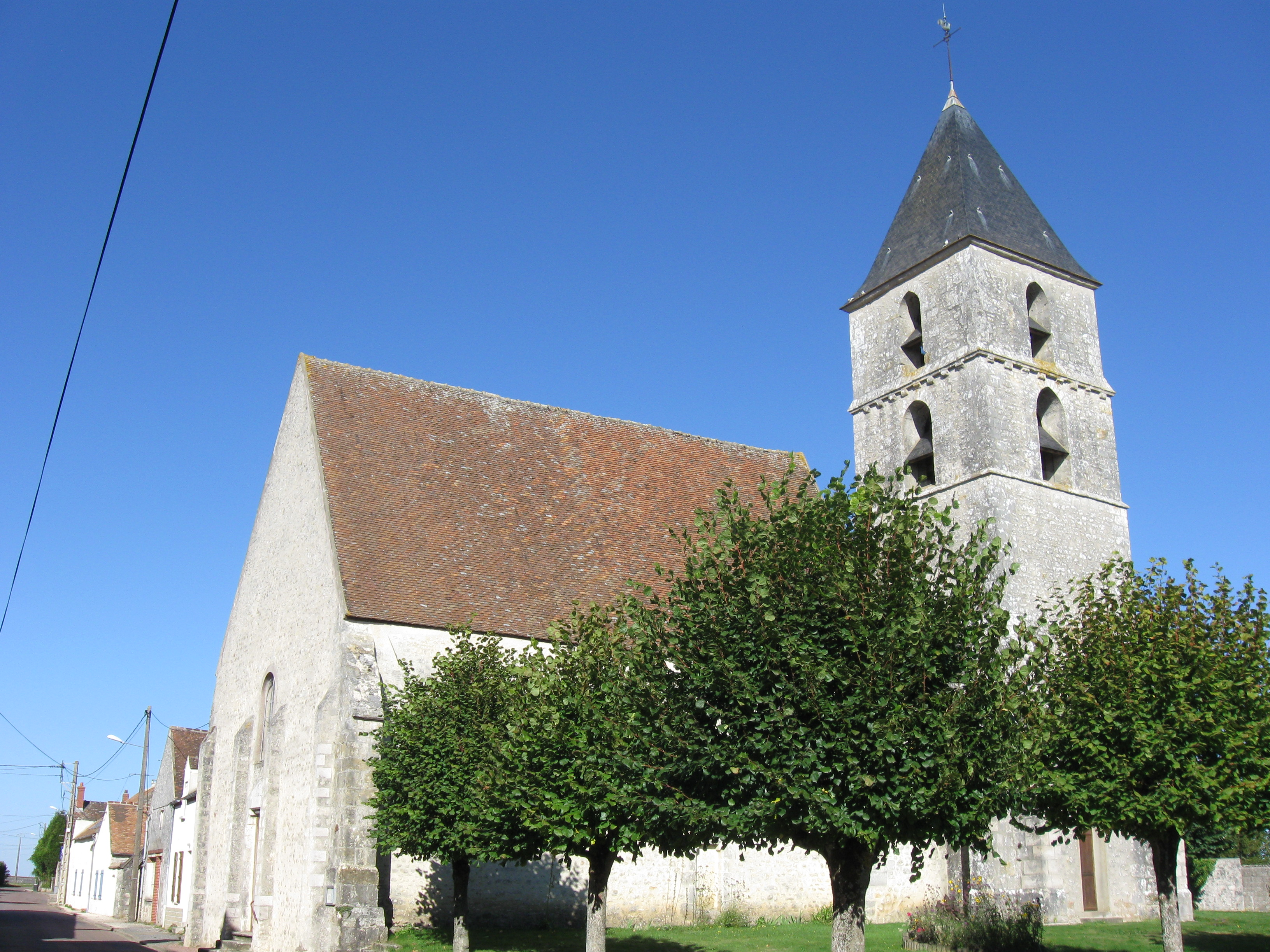
L'église Notre-Dame-de-la-Nativité.

### Lieux et monuments
- L'église de la Nativité-de-la-Sainte-Vierge,  Inscrit MH (1926)[52].

### Héraldique
| Blason de Bougligny | Blason  | De sinople au livre ouvert d'argent accompagné de trois abeilles d'or alternant avec trois rochers isolés du même, 1, 2, 2 et 1. |
| Blason de Bougligny | Détails | Le statut officiel du blason reste à déterminer.                                                                                 |